# King Camp Gillette
King Camp Gillette (Fond du Lac, 5 de janeiro 1855 — Los Angeles, 9 de julho de 1932) foi um inventor estadunidense, conhecido pela lâmina de barbear que leva o seu nome. Ele inventou uma versão mais vendida do aparelho de barbear. Vários modelos já existiam antes do projeto da Gillette. A inovação da Gillette foi a lâmina fina, barata e descartável de aço estampado. Gillette é amplamente creditado por ter inventado o chamado modelo de negócios de navalha e lâminas, em que as navalhas são vendidas a baixo custo para aumentar o mercado de lâminas, mas na verdade a Gillette Safety Razor Company só adotou este modelo depois que seus concorrentes o fizeram.

## Biografia
Os ancestrais paternos da Gillette eram huguenotes franceses que buscaram refúgio na Inglaterra no final do século XVI. Uma ou duas gerações depois, em 1630, Nathan Gillette navegou da Inglaterra para a recém-fundada Colônia da Baía de Massachusetts na América do Norte.
King Camp Gillette nasceu em 5 de janeiro de 1855, em Fond du Lac, Wisconsin, e foi criado em Chicago, Illinois. Sua família sobreviveu ao Grande Incêndio de Chicago de 1871.
Enquanto trabalhava como vendedor para a Crown Cork and Seal Company na década de 1890, Gillette viu tampas de garrafas, com o selo de cortiça que vendeu, jogadas fora depois que a garrafa foi aberta. Isso o fez reconhecer o valor de basear um negócio em um produto que foi usado algumas vezes e depois descartado. Os homens se barbeavam com navalhas que precisavam ser afiadas todos os dias com uma tira de couro. Como as lâminas de barbear existentes, relativamente caras, tornavam-se cegas rapidamente e precisavam de ser afiadas continuamente, uma navalha cuja lâmina pudesse ser jogada fora ao ficar cega atenderia a uma necessidade real e provavelmente seria lucrativa.

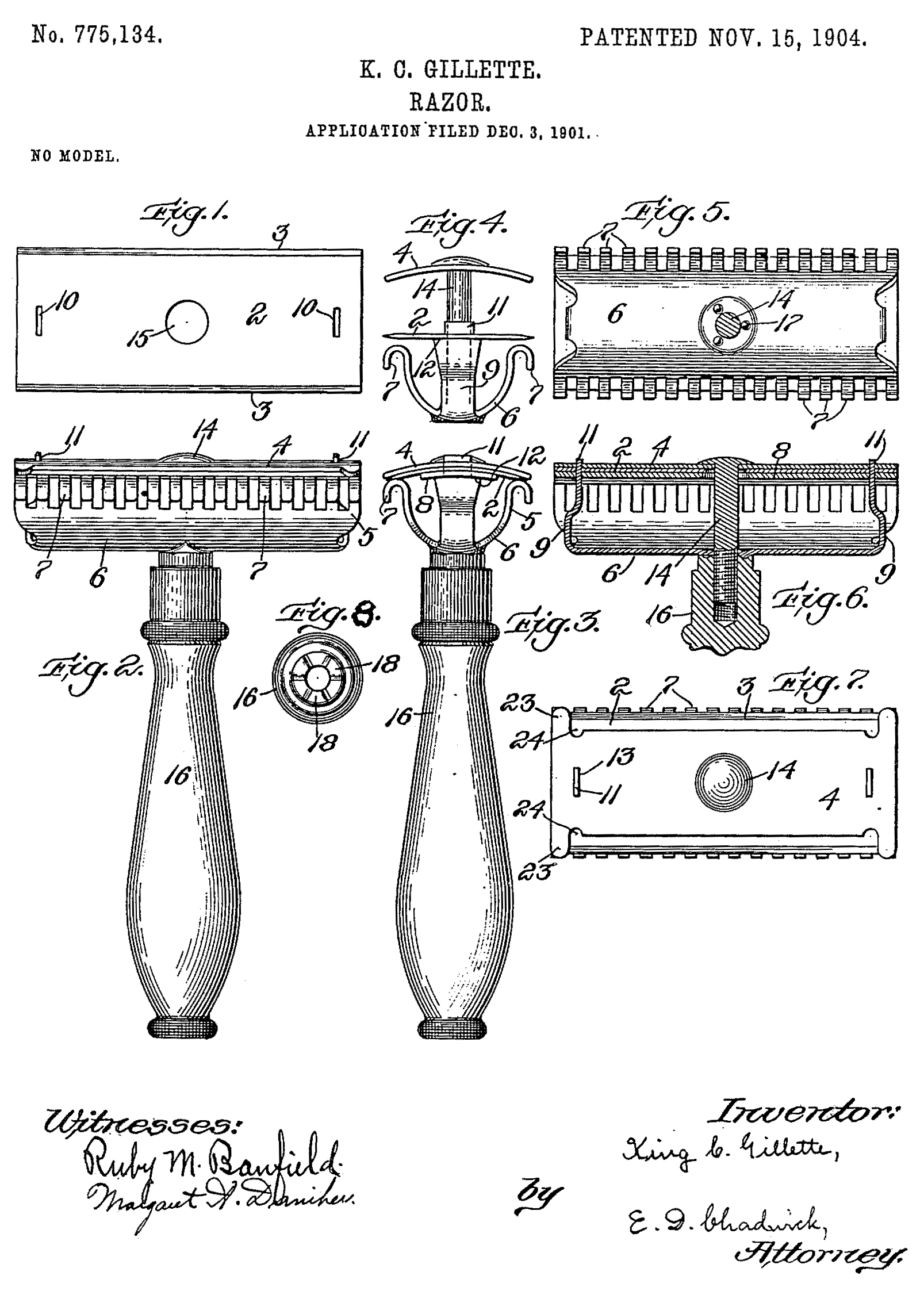
Desenho da patente para a máquina de barbear (barbeador), que utilizava lâminas descartáveis. Ficaram conhecidas pelo nome do seu inventor.

As lâminas de barbear foram desenvolvidas em meados do século 19, mas ainda usavam lâminas forjadas. Na década de 1870, os irmãos Kampfe introduziram um tipo de navalha nesse sentido. Gillette melhorou esses designs anteriores de navalhas de barbear e introduziu a lâmina de barbear estampada de alta margem de lucro feita de folha de aço carbono. O aparelho de barbear da Gillette foi vendido por substanciais US$ 5 (equivalente a US$ 142,00 em 2019) - metade do salário semanal médio do trabalhador - ainda vendido aos milhões.
A parte mais difícil do desenvolvimento foi projetar as lâminas, pois o aço fino e barato era difícil de trabalhar e afiar. Isso explica o atraso entre a ideia inicial e o lançamento do produto. Steven Porter, um maquinista que trabalhava com a Gillette, usou os desenhos da Gillette para criar a primeira navalha de barbear descartável que funcionou. William Emery Nickerson, um maquinista experiente e sócio da Gillette, mudou o modelo original, aprimorando o cabo e a estrutura para que pudesse suportar melhor a fina lâmina de aço. Nickerson projetou o maquinário para produzir as lâminas em massa e recebeu patentes para endurecer e afiar as lâminas. (Nickerson foi mais tarde eleito para a diretoria da Gillette)
Para vender o produto, Gillette fundou a American Safety Razor Company em 28 de setembro de 1901 (mudando o nome da empresa para Gillette Safety Razor Company em julho de 1902). Gillette obteve um registro de marca (0 056 921) para seu retrato e assinatura na embalagem. A produção começou em 1903, quando ele vendeu um total de 51 máquinas de barbear e 168 lâminas.
No segundo ano, ele vendeu 90 884 barbeadores e 123 648 lâminas, graças em parte aos preços baixos da Gillette, técnicas de fabricação automatizadas e boa publicidade. As vendas e distribuição eram feitas por uma empresa separada, Townsend and Hunt, que foi absorvida pela empresa-mãe por US$ 300 000 em 1906. Em 1908, a corporação havia estabelecido fábricas nos Estados Unidos, Canadá, Grã-Bretanha, França e Alemanha. As vendas de navalhas atingiram 450 000 unidades e as vendas de lâminas ultrapassaram 70 milhões de unidades em 1915. Em 1917, quando os Estados Unidos entraram na Primeira Guerra Mundial, a empresa forneceu a todos os soldados americanos um jogo de navalha de campo, pago pelo governo. A Gillette vetou um plano para vender os direitos de patente na Europa, acreditando corretamente que a Europa acabaria por fornecer um mercado muito grande. Gillette e John Joyce, um colega diretor, lutaram pelo controle da empresa. Gillette acabou se vendendo para Joyce, mas seu nome permaneceu na marca. Na década de 1920, quando a patente expirou, a Gillette Safety Razor Company enfatizou a pesquisa para projetar modelos cada vez mais aprimorados, percebendo que mesmo uma ligeira melhoria induziria os homens a adotá-la.
Ele estava quase falido devido a gastar grandes quantias de dinheiro em propriedades e por ter perdido grande parte do valor de suas ações corporativas como resultado da Grande Depressão.

Gillette morreu em 9 de julho de 1932, em Los Angeles, Califórnia. Ele foi enterrado no Corredor Begonia no Grande Mausoléu localizado no Cemitério Forest Lawn Memorial Park em Glendale, Califórnia.